# Fajã da Ribeira Funda
Esta fajã, como não podia deixar de ser é também situada na costa Norte da ilha de São Jorge e pertencente à freguesia de Santo Antão (Calheta) e ao Concelho da Calheta, encontra-se situada entre a Fajã do Norte das Fajãs e a fajã do Norte Estreito.
Nesta fajã existiam antigamente cerca de oito adegas e as respectivas casas onde as pessoas ficavam quando iam invernar gado, amanhar a terra e vindimar.
O gado alimentava-se da erva das pastagens e de pequenos ramos de incenseiros e faia da rocha que eram cortados na rocha da fajã e enviados pelo fio de lenha que ali havia.
As culturas mais frequentes eram o milho, a vinha, a batata, a couve e o inhame.
Esta fajã é atravessada pela Ribeira Funda de onde as pessoas retiravam água para o seu uso. Aparecem também outros cursos de água, mas de menor importância que no entanto eram aproveitados para fornecer de água a terra de cultivo do inhame.
Aqui existe o pesqueiro da Ribeira Funda para onde vão pescar os mais corajosos, porque o seu acesso é extremamente difícil e perigoso.
A costa sobranceira à fajã da Ribeira Funda é das mais elevadas subindo a mais de 600 metros.
O acesso faz-se pelos carreiros que descem pela Fajã do Salto Verde e pela Fajã do Nortezinho.